# Gwara góralska
Gwara góralska – nieprecyzyjny, potoczny termin określający gwary używane przez Górali. Pojęcie to bywa utożsamiane z gwarą podhalańską.

## Podział
W pracach językoznawczych nie wyróżnia się jednej gwary góralskiej, lecz szereg odmiennych gwar:

### Dialekt małopolski

#### Pas podhalańsko-beskidzki (górski)

Mapa zasięgów gwar należących do pasu podhalańsko-beskidzkiego dialektu małopolskiego, do którego należą cztery gwary góralskie: pomarańczowy – gwara żywiecka; fioletowy – gwara orawska; czerwony – gwara podhalańska; żółty – gwara spiska.

- gwara orawska
- gwara podhalańska
- gwara południowożywiecka
- gwara spiska

#### Pas karpacko-podgórski (góralsko-lachowski; Pogórza)
- gwara babiogórska
- gwara kliszczacka
- gwara łącka
- gwara pienińska
- gwara piwniczańska
- gwara podegrodzka[a]
- gwara północnożywiecka
- gwara sądecka[a]
- gwara zagórzańska

### Dialekt śląski
- gwara cieszyńska[a]
- gwara jabłonkowska

### Mieszane
- gwara czadecka (o małopolsko-śląskim pochodzeniu)

## Charakterystyka
Gwary góralskie mają pewne cechy wspólne związane ze specyfiką gospodarki na tych terenach (kolonizacja wołoska), z sąsiedztwem języka słowackiego i czeskiego, a także z izolacją od dużych ośrodków centralnej Polski. I tak np. kolonizacja wołoska przyniosła wyrazy baca (gwara śląska z Istebnej baczia) czy sałas (śl. sałasz), język słowacki – końcówkę -me w 1 os. l. mn., zaś izolacji od centralnej Polski można przypisać zachowanie różnych wyrażeń staropolskich, np. wiecerza (śl. wieczierza), czy też zachowanie archaicznej wymowy po staropolskich spółgłoskach miękkich cz, sz, ż, np. cisty (śl. czisty.).
Według Artura Czesaka gwara góralska ma cechy mikrojęzyka literackiego.

## Historia
Gwary góralskie zaczęły przekształcać się w XIII–XIV wieku, kiedy ludność niemiecka porozumiewała się ze słowiańską. W późniejszym czasie wpływ na nią mieli Wołosi. Najsilniejszy wpływ na te gwary miał jednak w ostatnich stuleciach język słowacki. Gwary te mogą mieć również wiele cech wspólnych z językiem staropolskim.